# Jean Bertoin
Jean Bertoin (1961) é um matemático francês, especialista em teoria das probabilidades.

## Formação e carreira
Bertoin obteve um doutorado em 1987 na Universidade Pierre e Marie Curie, orientado por Marc Yor, com a tese Étude des processus de Dirichlet. É professor da Universidade de Zurique.
Recebeu o Prêmio Rollo Davidson de 1996. Foi palestrante convidado do Congresso Internacional de Matemáticos em Pequim (2002: Some aspects of additive coalescents).

## Publicações selecionadas
- Lévy processes, Cambridge University Press 1996.[2]
- Random fragmentation and coagulation processes, Cambridge University Press 2006.
- Subordinators: Examples and Applications, in: Jean Bertoin, Fabio Martinelli, Yuval Peres, Lectures on Probability Theory and Statistics, Ecole d’Eté de Probailités de Saint-Flour XXVII - 1997, Lectures Notes in Mathematics 1717, Springer 1999, pp. 1–91. doi:10.1007/978-3-540-48115-7_1
- com Jean-François Le Gall: "The Bolthausen–Sznitman coalescent and the genealogy of continuous-state branching processes." Probability theory and related fields 117, no. 2 (2000): 249–266. doi:10.1007/s004400050006
- com Marc Yor: "Exponential functionals of Lévy processes." Probability Surveys 2 (2005): 191–212. doi:10.1214/154957805100000122